# Ralph Firman
Ralph David Firman Junior (Norwich, 20 maggio 1975) è un ex pilota automobilistico irlandese.

## Carriera

### Gli inizi
Figlio di Ralph Firman Senior, meccanico della Lotus di Emerson Fittipaldi e poi cofondatore del costruttore Van Diemen, fin da bambino si avvicinò al mondo dei motori. Dopo lunghe richieste a dieci anni i genitori gli regalarono il primo kart con cui cominciò la sua carriera e a diciassette vinse il titolo britannico. Studiò alla Gresham's School.
Nel 1993 passò alle monoposto vincendo al primo tentativo il campionato di Formula Vauxhall e il premio McLaren Autosport Young Driver of the Year che gli regalò un test con la McLaren di Formula 1. Questo si svolse, però, due anni più tardi, nel 1995, sul circuito di Jerez de la Frontera e Firman compì 20 giri.

### Le Formule minori

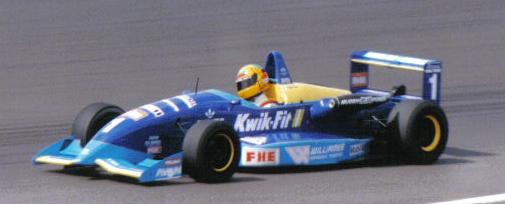
Firman impegnato nel Gran Premio di Gran Bretagna di Formula 3 nel 1995

Nel 1994, ancora impegnato in Formula Vauxhall, esordì anche in Formula 3 arrivando 9º nel campionato. L'anno seguente si dedicò, invece, a tempo pieno alla F3 inglese. Per larghi tratti della stagione fu in testa alla classifica, ma all'ultima gara venne scavalcato da Oliver Gavin e chiuse il campionato in seconda posizione. Riuscì comunque a vincere il trofeo nel 1996 in aggiunta al prestigioso Gran Premio di Macao.
A differenza dei suoi avversari dell'epoca (Hélio Castroneves, Juan Pablo Montoya e Cristiano da Matta), che continuarono la loro carriera nelle serie maggiori in Europa o in America, Firman, grazie ai contatti del suo manager di allora, riuscì a trovare un volante in Giappone, gareggiando per sei anni nella Formula Nippon. I primi anni furono per il pilota particolarmente impegnativi visto che era impegnato nello sviluppo del poco competitivo telaio G. Force e colse la prima vittoria solamente due anni dopo il suo approdo nella categoria. Nel 2002 riuscì infine a imporsi, conquistando il titolo con quattro successi. Contemporaneamente corse anche in Super GT e lo stesso anno giunse secondo in classifica.

### Formula 1

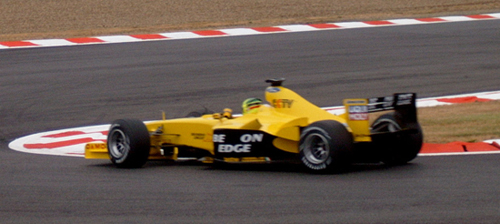
Firman al Gran Premio di Francia 2003

La buona stagione disputata gli procurò un ingaggio in Formula 1 da parte della Jordan. Il campionato, però, presentò per il pilota irlandese varie difficoltà: anzitutto, visto lo scarso budget a disposizione della scuderia, poté disputare appena dieci giorni di test; inoltre la maggior parte dei circuiti gli erano sconosciuti e in prova aveva difficoltà a essere competitivo. La vettura, poi, la EJ13, era poco performante, e permise a Firman di lottare solo per posizioni di media classifica.
L'irlandese ottenne complessivamente un decimo posto in Malesia, e due undicesimi in Austria ed Europa. Riuscì ad ottenere un punto, cogliendo l'ottavo posto al Gran Premio di Spagna. Fu protagonista, al Gran Premio d'Ungheria, di uno spaventoso incidente: durante le prove libere del sabato mattina, perse l'alettone posteriore in pieno rettilineo a causa del cedimento di un tirante, e si schiantò posteriormente ad una velocità di circa 200 km/h. Firman ne uscì praticamente illeso, ma il medico della Federazione gli impedì di prendere parte a qualifiche e gara per timore di postumi. L'irlandese saltò anche il Gran Premio d'Italia a Monza. Terminò la stagione al 19º posto, con un solo punto.

### Dopo la Formula 1
La Jordan era intenzionata a confermare Firman come titolare anche per il 2004, ma il pilota irlandese decise di lasciare la massima serie per dedicarsi alle vetture turismo, gareggiando anche alla 24 ore di Le Mans, e partecipando a due eventi delle World Series by Nissan. Nel 2005 tornò in Giappone per gareggiare nel campionato Super GT, che vinse nel 2007 al volante della Honda NSX del team Aguri, e in cui gareggiò fino al 2013. Sempre nel 2005, e nel 2007, è stato il pilota ufficiale della squadra irlandese nella neonata serie A1 Grand Prix.

## Risultati in Formula 1
| 2003 | Scuderia | Vettura |     |    |     |     |   |    |    |     |    |    |    |     |    |  |     |    |  | Punti | Pos. |
| ---- | -------- | ------- | --- | -- | --- | --- | - | -- | -- | --- | -- | -- | -- | --- | -- |  | --- | -- |  | ----- | ---- |
| 2003 | Jordan   | EJ13    | Rit | 10 | Rit | Rit | 8 | 11 | 12 | Rit | 11 | 15 | 13 | Rit | SP |  | Rit | 14 |  | 1     | 19º  |

| Legenda | 1º posto     | 2º posto | 3º posto    | A punti         | Senza punti/Non class.  | Grassetto – Pole position Corsivo – Giro più veloce |
| Legenda | Squalificato | Ritirato | Non partito | Non qualificato | Solo prove/Terzo pilota | Grassetto – Pole position Corsivo – Giro più veloce |